# سعاد (اسم)
سعاد اسم علم مؤنث عربي، ومعناه: السعادة، اليُمن، البركة
وهو اسم علم شخصي مؤنث، وله انتشار في العالم العربي،